# Asylum Tour
Asylum Tour è stato un tour della band hard rock americana Kiss, dopo l'uscita dell'album omonimo.

## Antefatti
Il 3 aprile 1986, la band doveva esibirsi alla Civic Arena di Pittsburgh, quando un trasformatore saltò e finì per spegnere tutte le luci due ore prima dello spettacolo, annullandolo per quella notte; venne successivamente riprogrammato al 12 aprile.

Tommy Thayer, futuro membro dei Kiss, che all'epoca faceva parte dei Black 'N Blue, aveva impressionato Simmons quando la sua band suono come gruppo spalla dei Kiss.

Nel programma del tour finale della band, Stanley ha riflettuto su questo:
(Paul Stanley, 2019)

## Recensioni
Jerry Spangler, un giornalista del Deseret News, che assistette allo spettacolo del Salt Palace, affermò che lo spettacolo era "uno come un altro" dei Kiss, criticando quanto poco ci fosse in termini di talento ed eccitazione. Commentò che quando tolsero gli effetti speciali, quei Kiss vennero definiti come se fossero un dinosauro; concludendo, disse che la band avrebbe dovuto chiudere i battenti molto tempo prima, sottolineando anche la performance degli W.A.S.P. come gruppo spalla, in più paragrafi. Boyd Rogers, un lettore che assistette allo spettacolo, in seguito inviò una risposta al giornalista per criticarlo e difendere la performance della band, denotando il numero di persone presenti al concerto; notò anche quanto brevi fossero i paragrafi riguardanti la band, come suggerì al giornalista di chiudere le sue "porte di carnevale".

## Artisti d'apertura
- Black 'N Blue = 1
- W.A.S.P. = 2
- King Kobra = 3
- Blue Öyster Cult = 4
- Kix = 5

## Date[7][8][9][10]
| Data             | Città           | Stato       | Luogo                                | Artisti d'apertura | Biglietti venduti / Biglietti disponibili | Incasso    |
| ---------------- | --------------- | ----------- | ------------------------------------ | ------------------ | ----------------------------------------- | ---------- |
| 29 novembre 1985 | Little Rock     | Stati Uniti | Barton Coliseum                      | 1                  | 7 259 / 10 000                            | $97 996    |
| 30 novembre 1985 | Nashville       | Stati Uniti | Nashville Municipal Auditorium       | 1                  | 9 379 / 9 900                             | $134 854   |
| 1 dicembre 1985  | Memphis         | Stati Uniti | Mid-South Coliseum                   | 1                  | N.D.                                      | N.D.       |
| 3 dicembre 1985  | San Antonio     | Stati Uniti | HemisFair Arena                      | 1                  | ~5 100 / 12 000                           | N.D.       |
| 4 dicembre 1985  | Dallas          | Stati Uniti | Reunion Arena                        | 1                  | N.D.                                      | N.D.       |
| 6 dicembre 1985  | Lafayette       | Stati Uniti | Cajundome                            | 1                  | ~9 000 / 11 000                           | N.D.       |
| 7 dicembre 1985  | Houston         | Stati Uniti | Sam Houston Coliseum                 | 1                  | N.D.                                      | N.D.       |
| 8 dicembre 1985  | Austin          | Stati Uniti | Frank Erwin Center                   | 1                  | N.D.                                      | N.D.       |
| 11 dicembre 1985 | Richfield       | Stati Uniti | Richfield Coliseum                   | 1                  | ~12 000 / 17 000                          | N.D.       |
| 12 dicembre 1985 | Louisville      | Stati Uniti | Freedom Hall                         | 1                  | ~5 000 / 19 000                           | N.D.       |
| 13 dicembre 1985 | Trotwood        | Stati Uniti | Hara Arena                           | 1                  | 8 000 / 8 000                             | $106 650   |
| 14 dicembre 1985 | Detroit         | Stati Uniti | Cobo Arena                           | 1                  | N.D.                                      | N.D.       |
| 16 dicembre 1985 | New York        | Stati Uniti | Madison Square Garden                | 1                  | N.D.                                      | N.D.       |
| 17 dicembre 1985 | Filadelfia      | Stati Uniti | Spectrum                             | 1                  | ~10 000 / 17 000                          | N.D.       |
| 19 dicembre 1985 | Glens Falls     | Stati Uniti | Glens Falls Civic Center             | 1                  | N.D.                                      | N.D.       |
| 20 dicembre 1985 | Worcester       | Stati Uniti | Centrum in Worcester                 | 1                  | N.D.                                      | N.D.       |
| 21 dicembre 1985 | New Haven       | Stati Uniti | New Haven Coliseum                   | 1                  | N.D.                                      | N.D.       |
| 22 dicembre 1985 | Providence      | Stati Uniti | Providence Civic Center              | 1                  | N.D.                                      | N.D.       |
| 27 dicembre 1985 | Columbia        | Stati Uniti | Carolina Coliseum                    | 1                  | 5 341 / 9 500                             | $71 441    |
| 28 dicembre 1985 | Charlotte       | Stati Uniti | Charlotte Coliseum                   | 1                  | 9 221 / 12 900                            | $133 704   |
| 29 dicembre 1985 | Greensboro      | Stati Uniti | Greensboro Coliseum Complex          | 1                  | ~8 000 / 13 500                           | N.D.       |
| 30 dicembre 1985 | Augusta         | Stati Uniti | Augusta-Richmond County Civic Center | 1                  | N.D.                                      | N.D.       |
| 31 dicembre 1985 | Atlanta         | Stati Uniti | Omni Coliseum                        | 1                  | N.D.                                      | N.D.       |
| 3 gennaio 1986   | Johnson City    | Stati Uniti | Freedom Hall Civic Center            | 2                  | N.D.                                      | N.D.       |
| 4 gennaio 1986   | Knoxville       | Stati Uniti | Knoxville Civic Coliseum             | 2                  | 5 356 / 8 300                             | N.D.       |
| 7 gennaio 1986   | Tampa           | Stati Uniti | USF Sun Dome                         | 2                  | N.D.                                      | N.D.       |
| 8 gennaio 1986   | West Palm Beach | Stati Uniti | West Palm Beach Auditorium           | 2                  | 5 063 / 6 400                             | $75 150    |
| 9 gennaio 1986   | Fort Myers      | Stati Uniti | Lee County Civic Center              | 2                  | ~4 000 / 7 100                            | N.D.       |
| 10 gennaio 1986  | Jacksonville    | Stati Uniti | Jacksonville Coliseum                | 2                  | N.D.                                      | N.D.       |
| 12 gennaio 1986  | San Juan        | Porto Rico  | Roberto Clemente Coliseum            | 2                  | N.D.                                      | N.D.       |
| 14 gennaio 1986  | Norfolk         | Stati Uniti | Norfolk Scope                        | 2                  | N.D.                                      | N.D.       |
| 15 gennaio 1986  | Charleston      | Stati Uniti | Charleston Civic Center              | 2                  | N.D.                                      | N.D.       |
| 16 gennaio 1986  | Indianapolis    | Stati Uniti | Market Square Arena                  | 2                  | 13 583 / 16 000                           | $196 301   |
| 17 gennaio 1986  | Chicago         | Stati Uniti | UIC Pavilion                         | 2                  | N.D.                                      | N.D.       |
| 20 gennaio 1986  | Milwaukee       | Stati Uniti | Milwaukee Auditorium                 | 2                  | 4 254 / 6 120                             | $57 429    |
| 21 gennaio 1986  | Saint Paul      | Stati Uniti | St. Paul Civic Center                | 2                  | 8 700 / 11 000                            | $124 445   |
| 22 gennaio 1986  | Rockford        | Stati Uniti | Rockford MetroCentre                 | 2                  | N.D.                                      | N.D.       |
| 23 gennaio 1986  | St. Louis       | Stati Uniti | Kiel Auditorium                      | 2                  | 5 949 / 10 532                            | $75 677    |
| 24 gennaio 1986  | Omaha           | Stati Uniti | Omaha Civic Auditorium               | 2                  | 6 426 / 8 000                             | $85 746    |
| 25 gennaio 1986  | Kansas City     | Stati Uniti | Municipal Auditorium                 | 2                  | 6 922 / 9 000                             | $96 908    |
| 2 febbraio 1986  | Tucson          | Stati Uniti | McKale Center                        | 2                  | 4 493 / 8 352                             | $56 126    |
| 4 febbraio 1986  | Daly City       | Stati Uniti | Cow Palace                           | 2                  | 5 669 / 10 000                            | $82 635    |
| 5 febbraio 1986  | Sacramento      | Stati Uniti | Sacramento Memorial Auditorium       | 2                  | ~2 600 / 3 867                            | N.D.       |
| 7 febbraio 1986  | Las Vegas       | Stati Uniti | Thomas & Mack Center                 | 1                  | N.D.                                      | N.D.       |
| 8 febbraio 1986  | San Bernardino  | Stati Uniti | Orange Pavilion                      | 2                  | N.D.                                      | N.D.       |
| 9 febbraio 1986  | Phoenix         | Stati Uniti | Arizona Veterans Memorial Coliseum   | 2                  | 8 896 / 16 000                            | $125 944   |
| 10 febbraio 1986 | San Diego       | Stati Uniti | San Diego Sports Arena               | 2                  | 6 101 / 8 300                             | $85 293    |
| 11 febbraio 1986 | Inglewood       | Stati Uniti | The Forum                            | 2                  | N.D.                                      | N.D.       |
| 13 febbraio 1986 | Portland        | Stati Uniti | Portland Memorial Coliseum           | 2                  | N.D.                                      | N.D.       |
| 14 febbraio 1986 | Seattle         | Stati Uniti | Seattle Center Coliseum              | 2                  | ~5 500 / 14 300                           | N.D.       |
| 17 febbraio 1986 | Salt Lake City  | Stati Uniti | Salt Palace                          | 2                  | ~8 000 / 11 500                           | N.D.       |
| 19 febbraio 1986 | Denver          | Stati Uniti | McNichols Sports Arena               | 2                  | N.D.                                      | N.D.       |
| 21 febbraio 1986 | Norman          | Stati Uniti | Lloyd Noble Center                   | 2                  | 6 016 / 6 016                             | $83 328    |
| 22 febbraio 1986 | Tulsa           | Stati Uniti | Expo Square Pavilion                 | 2                  | N.D.                                      | N.D.       |
| 23 febbraio 1986 | Waco            | Stati Uniti | Waco Convention Center               | 2                  | N.D.                                      | N.D.       |
| 24 febbraio 1986 | Corpus Christi  | Stati Uniti | Corpus Christi Memorial Coliseum     | 2                  | ~5 200 / 6 000                            | N.D.       |
| 26 febbraio 1986 | Beaumont        | Stati Uniti | Beaumont Civic Center                | 2                  | N.D.                                      | N.D.       |
| 27 febbraio 1986 | Abilene         | Stati Uniti | Taylor County Expo Center            | 2                  | ~3 500 / 6 500                            | N.D.       |
| 28 febbraio 1986 | Fort Worth      | Stati Uniti | Tarrant County Convention Center     | 2                  | N.D.                                      | N.D.       |
| 1 marzo 1986     | Shreveport      | Stati Uniti | Hirsch Memorial Coliseum             | 2                  | ~6 100 / 10 300                           | N.D.       |
| 2 marzo 1986     | New Orleans     | Stati Uniti | Kiefer UNO Lakefront Arena           | 2                  | N.D.                                      | N.D.       |
| 5 marzo 1986     | Green Bay       | Stati Uniti | Brown County Veterans Memorial Arena | 3                  | ~6 532 / 6 820                            | N.D.       |
| 6 marzo 1986     | Saginaw         | Stati Uniti | Wendler Arena                        | 3                  | 6 133 / 6 746                             | $89 862    |
| 7 marzo 1986     | Port Huron      | Stati Uniti | McMorran Place                       | 3                  | N.D.                                      | N.D.       |
| 8 marzo 1986     | Springfield     | Stati Uniti | Prairie Capital Convention Center    | 3                  | ~5 000 / 7 323                            | N.D.       |
| 9 marzo 1986     | Salina          | Stati Uniti | Bicentennial Center                  | 3                  | 4 633 / 6 000                             | $61 467    |
| 12 marzo 1986    | La Crosse       | Stati Uniti | La Crosse Center                     | 3                  | N.D.                                      | N.D.       |
| 13 marzo 1986    | Duluth          | Stati Uniti | Duluth Arena                         | 3                  | 3 365 / 7 755                             | $47 110    |
| 14 marzo 1986    | Jamestown       | Stati Uniti | Jamestown Civic Center               | 3                  | 4 500 / 6 500                             | $58 518    |
| 16 marzo 1986    | Des Moines      | Stati Uniti | Iowa Veterans Memorial Auditorium    | 3                  | 7 169 / 7 500                             | $96 600    |
| 17 marzo 1986    | Sioux City      | Stati Uniti | Sioux City Municipal Auditorium      | 3                  | N.D.                                      | N.D.       |
| 18 marzo 1986    | Cedar Rapids    | Stati Uniti | Five Seasons Center                  | 3                  | 6 000 / 10 000                            | N.D.       |
| 20 marzo 1986    | Fort Wayne      | Stati Uniti | Allen County War Memorial Coliseum   | 3                  | 6 384 / 7 500                             | $92 368    |
| 21 marzo 1986    | Cincinnati      | Stati Uniti | Cincinnati Gardens                   | 3                  | N.D.                                      | N.D.       |
| 22 marzo 1986    | Carbondale      | Stati Uniti | SIU Arena                            | 3                  | N.D.                                      | N.D.       |
| 23 marzo 1986    | Terre Haute     | Stati Uniti | Hulman Center                        | 3                  | 4 788 / 7 000                             | $62 504    |
| 25 marzo 1986    | Evansville      | Stati Uniti | Roberts Municipal Stadium            | 3                  | 6 220 / 8 000                             | $82 878    |
| 26 marzo 1986    | Battle Creek    | Stati Uniti | Kellogg Arena                        | 3                  | ~4 570 / 6 300                            | N.D.       |
| 27 marzo 1986    | Erie            | Stati Uniti | Erie Civic Center                    | 3                  | ~4 600 / 7 500                            | N.D.       |
| 28 marzo 1986    | Toledo          | Stati Uniti | Toledo Sports Arena                  | 3                  | N.D.                                      | N.D.       |
| 29 marzo 1986    | Columbus        | Stati Uniti | Battelle Hall                        | 3                  | N.D.                                      | N.D.       |
| 30 marzo 1986    | Hammond         | Stati Uniti | Hammond Civic Center                 | 3                  | N.D.                                      | N.D.       |
| 1 aprile 1986    | Bethlehem       | Stati Uniti | Stabler Arena                        | 3                  | N.D.                                      | N.D.       |
| 2 aprile 1986    | Utica           | Stati Uniti | Utica Memorial Auditorium            | 3                  | ~4 000 / 5 700                            | $48 000    |
| 4 aprile 1986    | Poughkeepsie    | Stati Uniti | Mid-Hudson Civic Center              | 3                  | N.D.                                      | N.D.       |
| 6 aprile 1986    | Springfield     | Stati Uniti | Springfield Civic Center             | 3                  | 5 907 / 10 000                            | N.D.       |
| 7 aprile 1986    | Rochester       | Stati Uniti | Rochester Community War Memorial     | 3                  | N.D.                                      | N.D.       |
| 8 aprile 1986    | Toronto         | Canada      | Maple Leaf Gardens                   | 3                  | ~8 000 / 16 307                           | N.D.       |
| 10 aprile 1986   | Baltimora       | Stati Uniti | Baltimore Civic Center               | 4                  | N.D.                                      | N.D.       |
| 11 aprile 1986   | East Rutherford | Stati Uniti | Brendan Byrne Arena                  | 4                  | 14 693 / 14 693                           | $203 198   |
| 12 aprile 1986   | Pittsburgh      | Stati Uniti | Pittsburgh Civic Arena               | 5                  | ~6 000 / 12 500                           | N.D.       |
| Totale           | Totale          | Totale      | Totale                               | Totale             | ~315 292 / 477 531 (66,02%)               | $2 532 132 |

## Scaletta
Questa è una scaletta generale che però non rappresenta la totalità del tour.:
1. Detroit Rock City
2. Fits Like A Glove
3. Cold Gin
4. Uh! All Night
5. Assolo di chitarra
6. Under The Gun
7. Assolo di batteria
8. War Machine
9. Assolo di basso
10. I Still Love You
11. Assolo di chitarra
12. I Love It Loud
13. Love Gun
14. Heaven's On Fire
15. Rock And Roll All Nite

Bis
1. Tears Are Falling
2. Won't Get Fooled Again (cover dei The Who)
3. Lick It Up

## Formazione
- Paul Stanley - chitarra ritmica, voce
- Gene Simmons - basso, voce
- Bruce Kulick - chitarra solista, cori
- Eric Carr - batteria, cori